# Суперневестка
«Суперневе́стка» (узб. Super kelinchak) — узбекистанский художественный фильм 2008 года в жанре  мелодрама. Режиссёр — Бахром Якубов. Действия в фильме происходят в настоящем времени, то есть они примерно соответствуют времени его создания.
Этимология названия super kelinchak (произносится «супер келинчак»): англ. super — превосходный; узб. kelinchak — невестушка (диминутив слова kelin — невеста [для жениха]; невестка или сноха [жена сына по отношению к его родителям и другим родственникам]).
В фильме раскрывается вся красота узбекских национальных традиций, и в наш современный век сохранившихся в быту и семейных отношениях.Официальный сайт фильма.

## Сюжет
Двое молодых людей, Диана и Сардор, влюбляются друг в друга и решают пожениться. Их родители решительно против этого союза из-за разных национальных и культурных особенностей будущих супругов: Сардор из традиционной узбекской семьи, а семья Дианы таковой не является. Вопреки родительскому согласию молодые играют свадьбу и Диана переходит жить в дом мужа, где она является невесткой для его родителей. Чтобы угодить своей свекрови — Мунире-опе, которую она ласково называет «мамочка» — Диана довольно успешно обучается культуре и кухне узбекского народа благодаря знаниям, полученным в Интернете, но на пути к семейному счастью появляются новые препятствия.

### В ролях
- Диана Ягофарова — Диана, жена Сардора, суперневестка
- Адиз Раджабов — Сардор, муж Дианы
- Саида Раметова — Мунира-опа, мать Сардора, свекровь Дианы
- Мурад Раджабов — Алишер-ака, отец Сардора, свёкор Дианы
- Назим Туляходжаев — Карен,[3] отец Дианы, тесть Сардора
- Елизавета Карали — Клара, мама Дианы, тёща Сардора
- Санджар Шодиев — Ильхом, друг Сардора
- Гульчехра Насырова — Севара-опа, мама Гульчехры, соседка Муниры-опы
- Дильноза Махмудова — Гульчехра, несостоявшаяся невестка
- Зухра Солиева — соседка Муниры-опы, эмоционально хлопающая в ладоши зрительница на конкурсе «Суперневестка»
- Карамат Исамова — соседка Муниры-опы, танцующая зрительница на конкурсе «Суперневестка»

Примечание: имена Карена и Клары не упомянуты в фильме.

### В эпизодах
- Карамат Исамова
- Диларам Сафаева
- Мирвахид Захидов
- Рихсивой Алиев
- Алишер Атабаев
- Зиёда Мадрахимова
- Зульфия Хамраева
- Мехри Бекджанова
- Александр Бекджанов
- Анна Насымова
- Саидмалик Кадыров
- Азамат Алиев
- Хусан Максудов
- Даврон Мухитдинов
- Лазиз Саматов
- Шерзод Мамадалиев
- Полина Белова
- Оксана Разумная
- Настя Кочкина
- Евгения Кондратьева
- Айбек Алимов
- Дурдона Рашидходжаева
- Роман Иванов
- Машхура Эргашева
- Лазизбек Арзиев
- Гюзаль Халикова
- Тахира Саттарова
- Валерия Скулкова
- Анна Могильникова

### Съёмочная группа и другие участники
- Продюсер — Наргиза Салом
- Авторы сценария — Евгения Палехова и Бахром Якубов
- Режиссёр-постановщик — Бахром Якубов
- Оператор-постановщик — Умид Маликов
- Художник-постановщик — Бектош Раджабов
- Директор фильма — Хотам Хамраев
- Композитор — Убайдулла Каримов
- Режиссёр монтажа — Наргиза Салом
- Гримёр — Екатерина Серякова
- Второй режиссёр — Тамара Моисеева
- Помощник оператора — Зафар Иманджонов
- Костюмер — Ирисхоним Хайтметова
- Художник по свету — Зафар Миргуламов
- Режиссёр дубляжа — Ёлдош Абдукаримов. В некоторых сценах используется оригинальный закадровый перевод с русского языка на узбекский.
- Звукорежиссёры — Анвар Файз и Камолиддин Рахимов
- Редактор — Миртохир Миргуламов
- Исполнители песен к фильму: Зиёда Кобилова — «Супер келинчак» и Сардор Рахимхон — «Назар-назар» и Рустам Хамидов —  Chasmi Siyo Dori

Закадровый перевод на русский язык осуществлён по заказу компании ООО «Камер-Тон-Медиа».

### Участники, оказавшие содействие фильму
- «Uz Bowling» — боулинговый клуб[5][6]
- «SIHAT VA FAROGAT» — лечебно-диагностический центр[7]
- «NUR» gullari — фирма по оформлению свадебных торжеств[8]
- «Akfa-media» — студия[9]
- Государственный институт искусств Узбекистана
- Администрация Национального парка Узбекистана
- «Oyisha» — салон
- «Fayz» — народный самодеятельный музыкальный ансамбль. Руководитель — Фахриддин Рустамов.
- Семьи: Нигмата-ака Хаитова, Мади Мурадова, Даврона Абдуллаева
- Спонсоры: Ойбек Наринбаев, Немат Файзиев, Бек Салом

## Национальные особенности

Диана с тарелкой плова в парке, где проходил конкурс среди невесток, одним из заданий которого было его приготовление

Оригинальным языком, на котором говорят герои фильма, является узбекский, но иногда они разговаривают и на русском. Диана, например, свободно владеет обоими языками и разговаривает на русском без акцента. А некоторые герои, такие как подруги и родители Дианы, говорят только на русском языке. Это связано с тем, что раньше Узбекистан входил в состав СССР и наряду с национальным языком использовался русский язык, который являлся языком межнационального общения, остающийся им и поныне.
В фильме показано, что в традиционных узбекских семьях принято обращение на «Вы»: младшего по возрасту к старшему, и женщины к мужчине. Например, так обращаются: Сардор к своим родителям, Диана к мужу и его родителям, Мунира-опа к мужу.
В сценах фильма видно, что для употребления напитков применяются пиалы, являющиеся традиционной посудой для питья на Востоке. Одну из пиал папа Сардора в гневе разбил о двери, бросив её в сторону убегающего сына, когда узнал на ком тот хочет жениться.
Традиционные музыкальные инструменты: на узбекской свадьбе Дианы используется ударный инструмент в виде бубна — дойра, а на конкурсе «Суперневестка» — длинный по размерам медный духовой инструмент карнай, два барабана нагора и деревянный духовой музыкальный инструмент сурнай.
В качестве головного убора Диана использует три разных тюбетейки (одну из них см. на илл.).
После официального бракосочетания Дианы в классическом для современного мира белом свадебном платье, в доме мужа происходит обряд узбекской свадьбы уже в соответствующем национальном свадебном костюме.

### Произнесённые слова
Термины в списке приведены в хронологическом порядке.
- Махалля — соседская община в Узбекистане, являющаяся представительным органом местного самоуправления[13].
- Нарын (домашняя лапша), похожее на который изделия из теста готовили вместе Диана и Мунира-опа.
- Келин-салом (узб. kelin — невестка; salom — приветствие, поклон) — послесвадебный обряд в доме мужа, включающий в себя поклон: часть свадебных обрядов, специальное мероприятие с подношением подарков невесте и от невесты — приветствие невесткой новых родственников и соседей на следующее утро после свадьбы[14], а также гостей в первые дни замужества (обычно 1-го — 3-х)[15]. Таким поклоном Диана одаривала Ильхома — друга своего мужа, который приехал к ним в гости, чтобы «подарить» молодожёнам проигранный Сардору на спор автомобиль.
- Куйлик (Куйлюкский базар) — рынок на окраине Ташкента[16], на котором подруга Дианы предлагает ей приобрести картофель, так как там его стоимость достаточно оптимальна для покупателей, на что Диана недоумённо отвечает:

На Куйлике? Да ты с ума сошла, у меня совсем времени нет! Да вон, — Алайский «под боком». Я ещё утром должна была «базар сделать» — продукты домой принести.

- Алайский (базар) — рынок в Ташкенте[17], где Диана и её свекровь покупали картофель. Здесь следует отметить особенность, которая показана в этой сцене, что на восточных базарах принято торговаться[18], как это с успехом и делает Диана наравне со своей опытной свекровью.
- Сум — узбекистанская валюта.
- Казан — посуда для приготовления пищи.
- Шурпа (вид супа) и димлама — блюда узбекской кухни[19][20]. Продавец на Алайском рынке уверял Муниру-опа в хорошем качестве товара, что его картошку можно использовать для приготовления этих блюд.
- Арбакеш — извозчик[21], водитель арбы. Это слово произнёс водитель такси, который доставил Муниру-опа с продуктами от рынка до её дома, так как был возмущён размером оплаты услуги:

Что я вам — арбакеш что ли?

- Тандыр — печь, в которой Диана училась готовить хлеб в виде лепёшек. Такой хлеб называется тандыр нон (тандырный хлеб). 
В фильме показано, как её свекровь делает эти лепёшки, испопользуя специальную толкушку-штамп, с помощью которой приминается центр лепёшки для придания ей характерной формы, а также таким образом может дополнительно наноситься рельефный рисунок в виде дырочек. Здесь ещё стоит отметить, как это и наглядно показано, что лепёшки на Востоке не режут ножом, а ломают (рвут) руками — так принято по традиции[22].
- Самса — пирожки с мясом. Алишер-ака просил свою жену научить невестку печь самсу, хотя до этого Диана приносила им пирожки на обед, внешне очень похожие на это блюдо и приготовленные ею у своих родителей. В случае правильности предположения, это говорит о том, что свёкор не знал об умении Дианы печь её. Видимо, здесь имелось в виду то, что он просил научить Диану печь самсу именно в тандыре.
- Себзар — кварта́л и улица в Ташкенте[23], невестки из которого участвовали в конкурсе «Супер келинчак». Также в этом районе города находится дом, в котором проживает режиссёр этого фильма Бахром Якубов[24].
- Плов (на илл.). Два его вида, Самаркандский и Ферганский, готовили участницы конкурса в казанах.

### Написанные по-узбекски слова
- Пазандалик сирлари / Кулинарные секреты — название книги.
- Тортлар ва ширинликлар / Торты и сладости — название книги.
- Назорат торози / Контрольные весы — табличка на рынке.
- Sabzavotlar rastasi / Овощной ряд — вывеска над торговым рядом на рынке.
- Кўрик танлови / Конкурс — плакат конкурса «Супер келинчак».
- Фарзандлари соғлом юрт кудратли бўлур / Мощь страны в здоровом поколении — вывеска над площадкой, где невестки готовили плов (часть вывески см. на илл.).

Как можно заметить, письменность в Узбекистане использует кириллический и латинский алфавиты, несмотря на то, что официально используемым алфавитом, начиная с 1993 года, является латинский. Даже письмо Сардору Диана пишет на кириллице.

## Места съёмок
Съёмки игры в боулинг и некоторых других сцен проходили в клубе «Uz Bowling» в Ташкенте (см. в разделе Создатели).
Сардор, после того как он выгнал своих друзей из боулингового клуба за игру на деньги, проходил недалеко от Детской музыкальной школы № 18, указательная табличка которой показана в кадре.
Сцена возложения цветов, сразу же после бракосочетания Дианы и Сардора, проходила у мемориального комплекса «Мужество» в Ташкенте, посвящённого подвигу людей, полностью восстановившим город за 3,5 года после сильнейшего Ташкентского землетрясения. Букеты цветов традиционно принято возлагать молодожёнами на один из его элементов — часы в виде куба, показывающие время начала землетрясения.
Диана и Сардор проходили приём у врача в лечебно-диагностическом центре «SIHAT VA FAROGAT» (см. в разделе Создатели). Туда же Сардор отвёз Диану, когда у неё ухудшилось самочувствие.

### Автомобили
Сардор дал попользоваться своей машиной Daewoo Nexia знакомым парням, для осуществления инсценировки приставания к Диане.
Номера автомобилей Сардора и Ильхома зарегистрированы в городе Ташкенте (код 30), а номер машины Дианы — в Ташкентской области (код 11).

#### Нарушение правил дорожного движения
В сцене, где Ильхом пытается «поймать» на остановке какую-нибудь мимо проезжающую машину чтобы его подвезли, водитель, который остановился на его просьбу, разговаривал по мобильному телефону, что запрещено с 1 января 2007 года Постановлением Кабинета министров Республики Узбекистан № 241 от 21 ноября 2006 года.
Далее, когда Ильхом ехал в машине, водителем которой являлась Диана, они оба во время вождения не были пристёгнуты ремнями безопасности, что также запрещается с 1 июля 2007 года Постановлением кабинета министров Республики Узбекистан от 6 марта 2007 года. И вообще, во всех сценах фильма, где показано вождение автомобиля, ни водитель транспортного средства, ни пассажир — не были пристёгнуты ремнями.
Здесь интересно отметить, что в Узбекистане обязательное использование ремней безопасностей было отменено ещё при Советском Союзе — с 1985 года и до настоящего Постановления.

## Награды
- 2008 — Центральноазиатский форум визуальной антропологии «КиноВизА», проходившего с 18 по 23 ноября[31] в рамках фестиваля национального кино Узбекистана: специальный приз «За виртуозное владение жанром» — режиссёру Бахрому Якубову[32].

## Показы и издание на DVD
Премьера фильма в России состоялясь 3 мая 2009 года на российском телевидении, в передаче телеканала «Культура» «Культ кино», с повтором показа 16 апреля 2010 года.

### DVD-издание
В России фильм был выпущен на DVD-дисках 4 марта 2010 года компанией-дистрибьютором ООО «СР Диджитал».
| Вариант издания | Упаковка                                       | Тип DVD                      | Видео                        | Звук              | Язык                       | Дополнительные материалы            |
| --------------- | ---------------------------------------------- | ---------------------------- | ---------------------------- | ----------------- | -------------------------- | ----------------------------------- |
| Упрощённый      | Стандартный пластиковый бокс (Kеер case)       | DVD-9 (2-х слойный) Регион 5 | PAL 720x576 (4:3) 103 минуты | Dolby Digital 2.0 | Русский закадровый перевод | (нет)                               |
| Полный          | Стандартный пластиковый бокс в картонном боксе | DVD-9 Регион 5               | PAL 720x576 103 минуты       | Dolby Digital 5.1 | Русский закадровый перевод | Анонсы новых фильмов и фильмографии |

Примечание к диску: «Детям до 12 лет просмотр фильма разрешён в сопровождении родителей.»